# Органічні фосфіти

Структура органофосфітів.

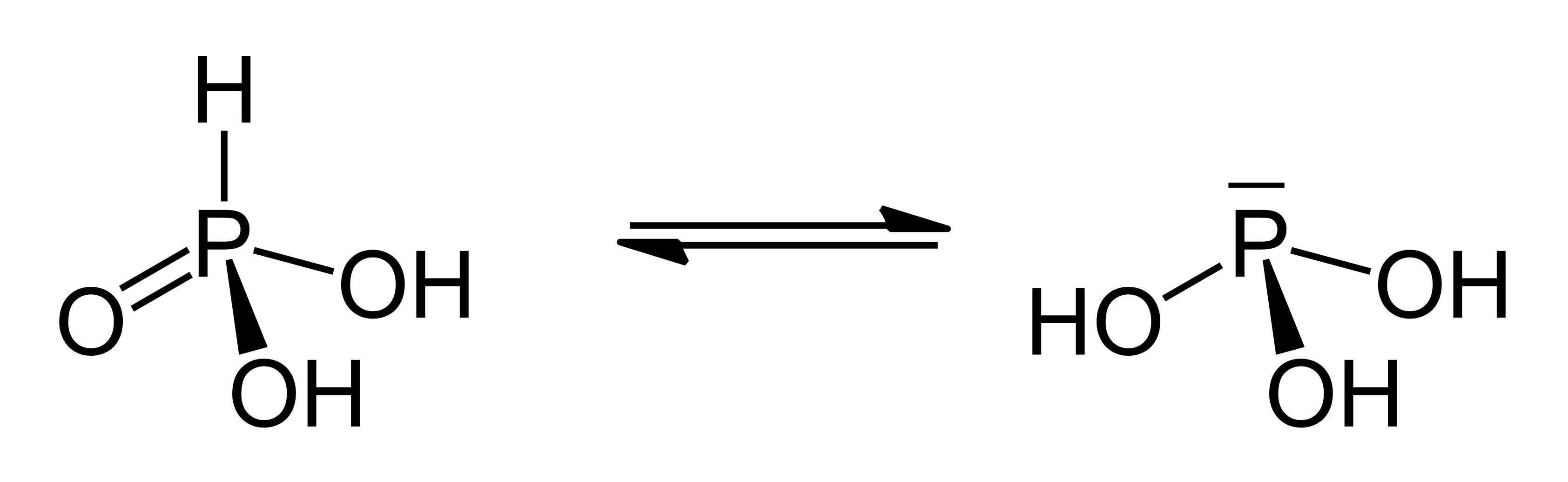
Дві таутометричні форми органофосфітів.

Органічні фосфіти (рос. органические фосфиты, англ. organic phosphites) — первинні, вторинні та третинні естери фосфітної кислоти, відповідно: ROPH(=O)(OH), (RO)2PH(=O), (RO)3P.